# Caumont-l'Éventé
Caumont-l'Éventé là một xã ở tỉnh Calvados, thuộc vùng Normandie ở tây bắc nước Pháp.